# Criminologia crítica
Criminologia crítica é uma teoria criminológica de inspiração marxista concebida por Alessandro Baratta, com base epistemológica na teoria do etiquetamento do sistema penal, isto é, na seletividade dos órgãos de controle social formal (do Estado), como pobres, negros, egressos e outras minorias análogas.
Trata-se uma perspectiva teórica em criminologia que se concentra em desafiar os entendimentos tradicionais e descobrir falsas crenças sobre o crime e a justiça criminal, muitas vezes, mas não somente, tomando uma perspectiva de conflito, de saberes como o marxismo, feminismo, teoria da economia política ou teoria crítica. A criminologia crítica freqüentemente tem uma perspectiva de examinar a gênese do crime e a natureza da 'justiça' dentro da estrutura social de uma classe e das desigualdades de status. A lei e a punição do crime são vistas como conectadas a um sistema de desigualdade social e como meios de produzir e perpetuar essa desigualdade.  A criminologia crítica também busca mergulhar nos fundamentos da pesquisa criminológica para desenterrar quaisquer preconceitos.
Criminologia crítica vê o crime como um produto da opressão dos trabalhadores- em particular, aqueles em maior pobreza - e grupos menos favorecidos dentro da sociedade, como mulheres e minorias étnicas, são vistos como os mais propensos a sofrer relações sociais opressivas baseadas na divisão de classes, sexismo e racismo. De forma mais simples, a criminologia crítica pode ser definida como qualquer área da criminologia que leva em consideração os fatores contextuais do crime ou os elementos  críticos cobertos pela criminologia convencional.

## Criminologia de condenados
A criminologia de condenados, é um subtipo de criminologia crítica, surgida nos Estados Unidos durante o final da década de 1990 (Ross e Richards, 2003). Ele oferece uma epistemologia alternativa sobre crime, criminalidade e punição. A bolsa de estudos é conduzida por ex-presidiários treinados (pós-doutorado), funcionários penitenciários e outros que compartilham a crença de que, para ser uma disciplina totalmente completa, a criminologia convencional precisa ser informada por informações de pessoas com experiência pessoal de vida em instituições correcionais. Contribuições de acadêmicos que estão cientes das realidades cotidianas do encarceramento, a política oculta que permeia a administração penitenciária e os detalhes e as nuances da linguagem e cultura da prisão têm o potencial de enriquecer significativamente a compreensão acadêmica do sistema penitenciário. Além disso, os criminologistas condenados têm atuado em vários aspectos da defesa da reforma correcional, particularmente no que diz respeito à educação de prisioneiros.

## Definições socialmente contingentes de crime
Também pode se apoiar na afirmação fundamental de que as definições do que constitui um crime são social e historicamente contingentes, ou seja, o que constitui um crime varia em diferentes situações sociais e diferentes períodos da história. Por exemplo, a homossexualidade era ilegal no Reino Unido até 1967, quando foi legalizada para homens com mais de 21 anos. Se o ato em si permanecesse o mesmo, como suas "qualidades criminosas" poderiam mudar de modo que se tornasse legal? O que esta questão nos aponta é que os atos não possuem, em si, 'qualidades criminosas', ou seja, não há nada inerente que torne qualquer ato um crime além de ter sido designado um crime na lei que tem jurisdição naquele tempo e lugar
Embora existam muitas variações sobre a perspectiva crítica em criminologia, o termo criminologia crítica tornou-se um centro de atenção para perspectivas que consideram fundamental o entendimento de que certos atos são crimes porque certas pessoas têm o poder de cometê-los. A confiança no que tem sido visto como o paradigma de oposição, criminologia administrativa, que tende a se concentrar nas categorias criminológicas que os governos desejam destacar (assalto e outros crimes de rua, violência, roubo e, como muitos criminologistas críticos afirmam, predominantemente o crimes dos pobres) podem ser questionados. A lacuna entre o que esses dois paradigmas sugerem que é legítimo interesse criminológico, é admiravelmente demonstrado por Stephen Box em seu livro Power, crime, and Mystification, onde ele afirma que uma pessoa tem sete vezes mais probabilidade (ou estava em 1983) de ser morto como um resultado da negligência do empregador, do que ser assassinado no sentido convencional (quando todos os pesos demográficos foram levados em consideração)
A lacuna entre o que esses dois paradigmas sugerem que é legítimo interesse criminológico, é admiravelmente demonstrado por Stephen Box em seu livro Power, crime, and Mystification, onde ele afirma que uma pessoa tem sete vezes mais probabilidade (ou estava em 1983) de ser morto como um resultado da negligência do empregador, do que ser assassinado no sentido convencional (quando todos os pesos demográficos foram levados em consideração).
No entanto, até hoje, ninguém jamais foi processado por homicídio culposo no Reino Unido. O efeito disso, criminologistas críticos tendem a afirmar, é que as criminologias convencionais falham em 'revelar as desigualdades estruturais que sustentam os processos por meio dos quais as leis são criadas e aplicadas' (Taylor Walton e Young 1973) e que " desvio e criminalidade' são 'moldado pela estrutura maior de poder e instituições da sociedade'. Além disso, deixando de notar que o poder representa a capacidade de "fazer valer as reivindicações morais de alguém", permitindo que os poderosos "convencionalizem seus defeitos morais", legitimando os processos de "repressão normalizada" (Gouldner, 1971). Assim, fundamentalmente, os criminologistas críticos são críticos das definições do Estado de crime, optando por enfocar noções de dano social ou direitos humanos.

## Teorias de conflito
De acordo com os criminologistas, trabalhando nas  das teorias de conflito social (ou teorias sociais críticas), o crime é o resultado do conflito dentro das sociedades que é gerado pelos inevitáveis processos do capitalismo . A disputa existe entre aqueles que defendem uma visão "pluralista " da sociedade e aqueles que não o fazem. Os pluralistas, seguindo escritores como Mills (1956, 1969, por exemplo), acreditam que o poder é exercido nas sociedades por grupos de indivíduos interessados (empresas, grupos religiosos, organizações governamentais, por exemplo) - competindo por influência e poder para promover os seus próprios interesses. Esses criminologistas como Vold (Vold e Bernard 1979 [1958]) foram chamados de 'teóricos do conflito conservadores' (Williams e McShane 1988). Eles sustentam que o crime pode surgir de diferenças econômicas, diferenças de cultura ou de lutas relativas a status, ideologia, moralidade, religião, raça ou etnia. Esses escritores acreditam que tais grupos, ao alegar lealdade à cultura dominante, ganham o controle de recursos-chave, permitindo-lhes criminalizar aqueles que não se conformam com seus códigos morais e valores culturais. (Selin 1938; Vold 1979 [1958]; Quinney 1970, entre outros). Esses teóricos, portanto, vêem o crime como tendo raízes em conflitos simbólicos ou instrumentais que ocorrem em vários locais dentro de uma sociedade fragmentada.
Outros acreditam que tais "interesses", particularmente dimensões simbólicas como condição, seriam subprodutos epifenomenológicos de conflitos econômicos mais fundamentais (Taylor, Walton & Young 1973; Quinney 1974, por exemplo). Para esses teóricos, o conflito social do qual o crime emerge é fundado nas desigualdades econômicas fundamentais que são inerentes aos processos do capitalismo.  Baseando-se na obra de Marx (1990 [1868]); Engels, (1984 [1845]); e Bonger (1969 [1916]) entre outros, tais teóricos críticos sugerem que as condições em que surge o crime são causadas pela apropriação dos recursos do trabalho alheio por meio da geração do que é conhecido como mais-valia, concentrando-se nas mãos dos poucos proprietários dos meios de produção, riqueza e poder desproporcionais.
Existem duas vertentes principais da teoria criminológica crítica que se segue a Marx, divididas por diferentes concepções do papel do Estado na manutenção das desigualdades capitalistas. Por um lado, os marxistas instrumentais sustentam que o estado é manipulado pelas classes dominantes para agir em seus interesses. Por outro lado, os marxistas estruturalistas acreditam que o estado desempenha um papel mais dominante e semiautônomo ao subjugar aqueles nas classes (relativamente) impotentes (Sheley 1985; Lynch & Groves 1986). Marxistas instrumentais como Quinney (1975), Chambliss (1975) ou Krisberg (1975) acreditam que as sociedades capitalistas são edifícios monolíticos de desigualdade, totalmente dominados por poderosos interesses econômicos. O poder e a riqueza são divididos de forma desigual entre os proprietários dos meios de produção e aqueles que têm apenas seu trabalho para vender. Os ricos usam os poderes coercitivos do Estado para criminalizar aqueles que ameaçam minar essa ordem econômica e sua posição nela. A teoria marxista estrutural (Spitzer 1975; Greenberg 1993 [1981]; Chambliss & Seidman 1982), por outro lado, sustenta que as sociedades capitalistas exibem uma estrutura de poder dual na qual o estado é mais autônomo. Por meio de seu efeito mediador, melhora os piores aspectos das desigualdades capitalistas; no entanto, trabalha para preservar o sistema capitalista geral de apropriação da riqueza, criminalizando aqueles que ameaçam o funcionamento do sistema como um todo. Como tal, isso significa que o estado pode criminalizar não apenas aqueles impotentes que protestam contra as injustiças do sistema, mas também aqueles capitalistas excessivos cuja conduta ameaça expor o verniz da legitimidade do esforço capitalista.
Enquanto os marxistas têm convencionalmente acreditado na substituição do capitalismo pelo socialismo em um processo que eventualmente levará ao comunismo, os anarquistas acreditam que qualquer sistema hierárquico é inevitavelmente falho. Esses teóricos (Pepinsky 1978; Tift & Sulivan 1980; Ferrell 1994 inter alia) defendem uma agenda de desafio às hierarquias existentes, encorajando o estabelecimento de sistemas de justiça comunitária descentralizada e negociada em que todos os membros da comunidade local participam. Teóricos anarquistas recentes como Ferrell tentam localizar o crime como resistência tanto à sua construção social por meio de sistemas simbólicos de censura normativa quanto às suas construções mais estruturais como ameaça ao estado e à produção capitalista
Em um movimento diametralmente oposto ao dos teóricos anarquistas, os realistas de esquerda desejam se distanciar de qualquer concepção do criminoso como um guerreiro social heróico. Em vez disso, desejam privilegiar a experiência da vítima e os efeitos reais do comportamento criminoso. Em textos como Young 1979 e 1986, Young e Matthews 1991, Lea e Young 1984 ou Lowman & MacLean 1992, a vítima, o estado, o público e o agressor são considerados como um nexo de parâmetros dentro dos quais falam sobre a natureza de atos criminosos específicos podem ser localizados. Embora os realistas de esquerda tendam a aceitar que o crime é uma categoria social e historicamente contingente definida por aqueles que têm o poder de fazê-lo, eles se esforçam para enfatizar os danos reais que o crime causa às vítimas, que frequentemente não são menos desfavorecidas que os criminosos.
Todas as perspectivas de conflito acima vêem os indivíduos como sendo injustamente limitados por estruturas poderosas e amplamente imutáveis, embora em graus variados concedam aos humanos um certo grau de agência. Em última análise, no entanto, os relativamente impotentes são vistos como reprimidos por estruturas sociais de governança ou economia. Mesmo os realistas de esquerda que foram criticados por serem “conservadores” (não menos por Cohen 1990), veem a vítima e o agressor como sujeitos a sistemas de injustiça e privação dos quais emerge o comportamento de vitimização. É importante ter em mente que a teoria do conflito, embora derivada do marxismo, é distinta dele. O marxismo é uma ideologia, portanto não é testado empiricamente. Por outro lado, a teoria do conflito é empiricamente falseável e, portanto, distinta do marxismo (Cao, 2003).

## Teoria do etiquetamento criminal
A teoria do etiquetamento criminal (labeling approach), conhecida também como teoria da rotulação ou ainda teoria da reação social, é considerada a mais expressiva correnteda chamada criminologia nova. A teoria do etiquetamento criminal cambia o foco de pesquisa do crime ou do criminoso e somente analisa o problema da estigmatização, deslocando o
problema criminológico do plano da ação para o plano da reação.
A teoria do etiquetamento criminal tem como fundamentação duas corrente principais: a primeira concepção é que a
existência do crime depende da natureza do ato (violação da norma) e da reação social contra o ato (rotulação). O crime não é uma qualidade do ato, mas um ato qualificado como criminoso por agências de controle social; segundo, o crime não produz o controle social, mas frequentemente o controle social produz o crime.
Essa nova percepção do labelling, fez com que as tradicionais questões sobre o crime: por que alguém pratica um crime? Quais as causas da criminalidade? Mudassem para: por que alguém é rotulado como criminoso ou desviante? Por que alguns são rotulados como desviantes e outros não? Quem rotula quem? Baratta (2011).
Os principais postulados do labeling aproach são:
1- Interacionismo simbólico e construtivismo social (o conceito que um indivíduo tem de si mesmo, de sua sociedade e da situação que nela representa, é ponto importante do significado genuíno da conduta criminal);
2- Introspecção simpatizante como técnica de aproximação da realidade criminal para compreendê-la a partir do mundo do desviado e captar o verdadeiro sentido que ele atribui a sua conduta;
3- Natureza definitorial do delito (o caráter delitivo de uma conduta e de seu autor depende de certos processos sociais de definição, que lhe atribuem tal caráter, e de seleção, que etiquetaram o autor como delinquente);
4- Caráter constitutivo do controle social (a criminalidade é criada pelo controle social);
5- Seletividade e discriminatoriedade do controle social (o controle social é altamente discriminatório e seletivo);
6- Efeito criminógeno da pena (potencializa e perpetua a desviação, consolidando o desviado em um status de delinquente, gerando estereótipos e etiologias que se supõe que pretende evitar. O condenado assume uma nova imagem de si mesmo, redefinindo sua personalidade em torno do papel de desviado, desencadeando-se a denominada desviação secundária.
7- Paradigma de controle (processo de definição e seleção que atribui a etiqueta de delinquente a um indivíduo).

## Crítica
As Criminologias de Conflito têm sofrido ataques sustentados de vários setores, não menos daqueles - realistas de esquerda - que afirmam estar dentro das fileiras. As primeiras criminologias, pejorativamente chamadas de “idealistas de esquerda” por Jock Young 1979, nunca foram realmente populares nos Estados Unidos, onde departamentos de criminologia crítica em algumas universidades foram fechados por razões políticas (Rock 1997). Essas primeiras criminologias foram questionadas pela introdução de pesquisas em massa de autorrelato das vítimas (Hough & Mayhew, 1983), que mostraram que a vitimização era intra-classe, em vez de interclasse. Assim, as noções de que crimes como roubo eram de alguma forma formas primitivas de redistribuição de riqueza se mostraram falsas. Outros ataques emanaram de feministas que sustentaram que a vitimização de mulheres não era um negócio fácil e que deixava a concentração dos idealistas nos crimes das classes trabalhadoras que poderiam ser vistos como crimes ignorados de motivação política, como estupro, violência doméstica ou abuso infantil (Smart 1977). Além disso, afirmava-se, os idealistas de esquerda negligenciavam o aspecto comparativo do estudo do crime, na medida em que ignoravam as quantidades significativas de crimes nas sociedades socialistas e ignoravam os baixos níveis de criminalidade em sociedades capitalistas como a Suíça e o Japão (Incardi, 1980).

## Teorias feministas
O feminismo na criminologia é mais do que a mera inserção das mulheres nas perspectivas masculinas do crime e da justiça criminal, pois isso sugeriria que a criminologia convencional foi positivamente generalizada em favor do masculino. As feministas afirmam que as perspectivas anteriores não têm gênero e, como tal, ignoram as experiências de gênero das mulheres. Teóricas feministas estão engajadas em um projeto para trazer uma dimensão de gênero para a teoria criminológica. Elas também estão envolvidas em um projeto para trazer à teoria criminológica percepções a serem obtidas a partir de uma compreensão de um determinado ponto de vista, ou seja, o uso do conhecimento adquirido por meio de métodos concebidos para revelar a experiência da vida real das mulheres.
A principal afirmação das feministas é que as ciências sociais em geral e a criminologia em particular representam uma perspectiva masculina sobre o mundo na medida em que se concentra amplamente nos crimes de homens contra homens. Além disso, sem dúvida o fato criminológico mais significativo de todos, ou seja, que as mulheres cometem significativamente menos crimes do que os homens, dificilmente é abordado de forma descritiva ou explicativa na literatura. Em outras palavras, presume-se que os modelos explicativos desenvolvidos para explicar o crime masculino são considerados generalizáveis para as mulheres em face da evidência extraordinária em contrário. A conclusão que deve ser tirada é que não apenas essas teorias não podem ser generalizadas para as mulheres, mas que essa falha pode sugerir que elas também podem não explicar o crime masculino de forma adequada (Messerschmidt 1993, Caulfield e Wonders 1994)
Um segundo aspecto da crítica feminista centra-se na noção de que mesmo onde as mulheres se tornaram criminologistas, elas adotaram modos de pesquisa e compreensão da "corrente maligna", ou seja, se juntaram e foram assimiladas aos modos de trabalho do paradigma masculino, tornando-o simultaneamente cego e tendencioso quanto ao gênero (Menzies & Chunn 1991). No entanto, como Menzies e Chunn argumentam, não é adequado apenas 'inserir' as mulheres na criminologia da 'corrente maligna', é necessário desenvolver uma criminologia do ponto de vista das mulheres. À primeira vista, isso pode parecer um preconceito de gênero contra as necessidades e pontos de vista dos homens. No entanto, essa afirmação é baseada em uma posição desenvolvida por Nancy Hartsock conhecida como feminismo de ponto de vista. Com base na obra de Marx, Hartsock sugere que a visão do mundo desde a feminilidade é uma visão 'mais verdadeira' do que a do ponto de vista do homem. De acordo com Marx (Marx 1964, Lucacs 1971), o privilégio cega as pessoas para as realidades do mundo, o que significa que os impotentes têm uma visão mais clara do mundo - os pobres vêem a riqueza dos ricos e sua própria pobreza, enquanto os ricos estão acostumados, protegido de, ou em negação sobre o sofrimento dos pobres. Hartsock (1983 e 1999) argumenta que as mulheres estão precisamente na mesma posição que os pobres de Marx. De sua posição de impotência, eles são mais capazes de revelar a verdade sobre o mundo do que qualquer paradigma de "corrente maligna" jamais poderá. Assim, existem duas vertentes-chave no pensamento criminológico feminista; que a criminologia pode ter consciência de gênero e, portanto, ser neutra em relação ao gênero; ou que a criminologia deve ser positiva em relação ao gênero e adotar um ponto de vista feminista.
Atravessando essas duas distinções, as feministas podem ser colocadas em quatro grupos principais: liberal, radical, marxista e socialista (Jaggar 1983). Feministas liberais estão preocupadas com a discriminação com base no gênero e sua prevalência na sociedade e procuram acabar com essa discriminação. Esses fins são buscados por meio do engajamento com as estruturas existentes, como governos e marcos legais, ao invés de desafiar os modos de construção de gênero ou patriarcado hegemônico (Hoffman Bustamante 1973, Adler 1975, Simon 1975. Assim, as feministas liberais estão mais ou menos satisfeitas em trabalhar dentro do sistema para mudá-lo por dentro, usando suas estruturas existentes.
Feministas críticas - feministas radicais, marxistas e socialistas - fazem questão de enfatizar a necessidade de dispensar os sistemas e estruturas masculinas. Feministas radicais vêem as raízes da opressão feminina no patriarcado, percebendo seus perpetradores como agressivos principalmente nas esferas pública e privada, dominando violentamente as mulheres pelo controle de sua sexualidade através de pornografia, estupro (Brownmiller 1975) e outras formas de violência sexual, impondo assim sobre eles definições masculinas de feminilidade e papéis femininos, particularmente na família. Feministas marxistas, (Rafter e Natalizia 1981, MacKinnon 1982), entretanto, sustentam que tais estruturas patriarcais são emergentes da classe que produz desigualdades inerentes aos meios de produção capitalistas. A produção de mais-valia requer que o homem que trabalha na fábrica, poço ou escritório do capitalista requeira um trabalhador secundário não remunerado - a mulher - para mantê-lo apto para o seu trabalho, fornecendo os benefícios de uma casa - comida, manutenção casa, criando seus filhos e outros confortos da família. Assim, apenas para estar apto a vender seu trabalho, o homem proletário precisa "manter" um trabalhador de apoio com os já escassos rendimentos de seu trabalho. Conseqüentemente, as mulheres ficam virtualmente sem recursos econômicos e, portanto, são vistas como existindo em uma armadilha econômica que é um resultado inevitável da produção capitalista. Feministas socialistas tentam conduzir um caminho entre as visões radicais e marxistas, identificando o patriarcado capitalista como a fonte da opressão das mulheres (Danner 1991). Tais teóricos (Eisenstein 1979, Hartmann 1979 e 1981, Messerschmidt 1986, Currie 1989) aceitam que uma sociedade patriarcal restringe os papéis das mulheres e sua visão de si mesmas, mas que esse patriarcado é o resultado não da agressão masculina, mas do modo de produção capitalista. Assim, nem a produção capitalista nem o patriarcado são privilegiados na produção de opressão, impotência e marginalização econômica das mulheres. Feministas socialistas acreditam que a opressão baseada em gênero só pode ser superada pela criação de uma sociedade não patriarcal e não capitalista, e que a tentativa de apenas modificar o status quo de dentro perpetua o próprio sistema que gera desigualdades.
De importância significativa para a compreensão das posições da maioria das feministas acima é que o gênero é considerado uma construção social. Ou seja, as diferenças entre homens e mulheres não são em geral biológicas (essencialismo), mas estão insociadas desde tenra idade e são definidas pelas categorias patriarcais existentes de feminilidade. Diante dessa imagem pacificadora ou passiva das mulheres, as criminologistas feministas desejam gerar um espaço discursivo e real (estendido) dentro do qual possam emergir as expressões das próprias visões das mulheres sobre sua identidade e feminilidade.
Existem muitas formas de crítica dirigida à criminologia feminista, algumas 'fáceis' (Gelsthorpe 1997), como as de Bottomley & Pease (1986) ou Walker (1987), que sugerem que o pensamento feminista é irrelevante para a criminologia. Uma grande linha de crítica é dirigida ao que se argumenta é seu etnocentrismo (Rice 1990, Mama 1989, Ahluwalia 1991), ou seja, que em seu silêncio sobre a experiência das mulheres negras é tão tendencioso quanto a criminologia masculina em sua ignorância de a experiência das mulheres. A criminologia, afirmam esses escritores, é sexista e racista e que ambos os erros precisam ser corrigidos. Um número significativo de críticas são feitas à criminologia feminista por Pat Carlen em um importante artigo de 1992 (Carlen 1992). Entre as críticas de Carlen está a de uma aparente incapacidade da criminologia feminista de reconciliar o insight teórico com a realidade política, exibindo uma 'tendência teórica, libertária, separatista e centrada no gênero [y]'. Ela sugere que esse libertarianismo se reflete na crença de que as políticas de redução do crime podem ser alcançadas sem alguma forma de 'engenharia social'. Criticando ainda mais a veia libertária do feminismo, Carlen sugere que a injunção feminista de permitir que as mulheres falem por si mesmas revela uma tendência separatista, argumentando que o que as feministas pedem é apenas uma boa ciência social e deve ser estendido para permitir que todas as classes de humanos falem por si mesmas. Esse separatismo, afirma Carlen, se manifesta ainda mais em uma recusa em aceitar os desenvolvimentos da criminologia dominante, marcando-os como "corrente maligna" ou em outros termos pejorativos. Talvez a crítica mais contundente do feminismo e de certas tendências do feminismo radical em particular é que, em alguns aspectos das sociedades ocidentais, ele próprio se tornou o grupo de interesse dominante com poderes para criminalizar a masculinidade (ver Nathanson & Young 2001).

## Teorias pós-modernas
Na criminologia, a escola pós-moderna aplica o pós-modernismo ao estudo do crime e dos criminosos e entende a "criminalidade" como um produto do poder de limitar o comportamento dos indivíduos excluídos do poder, mas que tentam superar a desigualdade social e se comportam de maneiras que a estrutura de poder proíbe. Centra-se na identidade do sujeito humano, multiculturalismo, feminismo e relações humanas para lidar com os conceitos de "diferença" e "alteridade" sem essencialismo ou reducionismo, mas suas contribuições nem sempre são apreciadas (Carrington: 1998). Os pós-modernistas mudam a atenção das preocupações marxistas de opressão econômica e social para a produção linguística, argumentando que o direito penal é uma linguagem para criar relações de dominação. Por exemplo, a linguagem dos tribunais (o chamado "juridiquês") expressa e institucionaliza a dominação do indivíduo, seja acusado ou acusador, criminoso ou vítima, pelas instituições sociais. De acordo com a criminologia pós-moderna, o discurso do direito penal é dominante, exclusivo e rejeitador, menos diverso e culturalmente não pluralista, exagerando regras estreitamente definidas para a exclusão de outros